# Processualità
La processualità costituisce, assieme alla fasicità (ogni processo traduttivo consta di due fasi - analisi e sintesi), una delle caratteristiche fondamentali del processo traduttivo.
“Qualsiasi testo è un processo che si svolge tra la coscienza di chi lo ha creato e la coscienza dei riceventi, di conseguenza l'inizio e la fine di tale processo risultano essere nascosti nella psiche umana. La nascita di un testo può essere considerata come un passaggio dal discorso orale al discorso scritto e perciò, nelle varie fasi di questo processo, si distinguono le correlazioni tra discorso interno e discorso espressivo”.
Pertanto anche la traduzione è da considerarsi come fenomeno processuale.
Coniugando processualità e fasicità, si può costruire un modello traduttivo sulla base dell'atteggiamento del traduttore verso l'originale, verso il lettore della traduzione e così via; in altre parole, sulla base della dominante della traduzione.
L'idea di processualità risale a Hjelmslev, per il quale le relazioni tra testo e linguaggio coincidono con la relazione tra processo e sistema, nella quale “il processo determina il sistema” (Hjelmslev 1960:298).
Secondo quanto afferma Mandel’štàm “le brutte copie non si distruggono mai. In poesia, nelle arti plastiche e in generale nell'arte non esistono cose pronte. […] Perciò il fatto di conservare le brutte copie è una legge di conservazione dell'energia dell'opera” (Mandel'štàm 1987:27-28).
Alcuni vantaggi della conservazione delle brutte copie possono essere:
- la sequenza delle brutte copie è una serie diacronica (come quella dell'evoluzione umana)
- la struttura della prima stesura è confrontabile con quella definitiva
- non potendo entrare nel passato mentale di una persona, le brutte copie sono fondamentali per poter affrontare le diverse strutture

Quando è possibile disporre le varie copie in ordine cronologico, si possono ricavare alcuni dati sulla storia dell'origine del testo. Quando ciò non è possibile, acquista un'importanza notevole la struttura della prima stesura, non del singolo foglio, ma la processualità del testo nell'insieme. Si prende in esame l'origine del testo come passaggio dall'orale allo scritto.

## La processualità del testo e le sue fasi
Nella processualità del testo è possibile distinguere tre fasi, che costituiscono una sorta di trinomio:
1. ideazione
2. prima stesura
3. stesura finale

L'ideazione è il testo iniziale (prototesto), da cui discende una serie di appunti provvisori, nonché progetti e versioni (metatesti). Nella processualità del testo i materiali iniziali sono caratterizzati da transitorietà, ossia possono essere connotati sia come testo orale sia come testo scritto, e in questa fase si può immaginare che una stessa processualità del testo si svolga lungo vari canali (es. prima bozza, inserzioni, disegni).
La critica della traduzione presuppone la coscienza della loro esistenza, quindi il metatesto diventa un arcitesto, ossia il primo testo di una lunga serie, un ipotetico e primordiale conglomerato di idee da cui scaturiscono diversi testi possibili di cui uno solo verrà realizzato. Processualità e ipoteticità sono indissolubilmente legate. Raffrontando queste due fasi diverse di uno stesso processo, è possibile stabilire la “migrazione dell'idea iniziale”. (Tomaševskij 1928:92).